# Живе радіо Марти Стюарт
Живе радіо Марти Стюарт — цілодобова супутникова радіостанція на 110-му каналі Sirius Satellite Radio, створена компанією Martha Stewart Living Omnimedia Станція транслювала різноманітні програми, організовані командою експертів компанії, що охоплювали теми, пов'язані з вітчизняним мистецтвом, у тому числі повтори показів головної телевізійної програми компанії «Марта» за день і дату. Крім того, Живе радіо Марти Стюарт також транслювало вечірнє ток-шоу в будні, яке веде дочка Марти Стюарт Алексіс Стюарт, Whatever with Alexis and Jennifer .
Після злиття Sirius/ XM, Живе радіо Марти Стюарт було додано до XM 30 вересня 2008 року як частину пакету «Best of Sirius» і транслюється на каналі 157, але 4 травня 2011 року було перенесено на канал 110.
Живе радіо Марти Стюарт припинила виробництво та трансляцію 18 лютого 2013 року. Марта Стюард вела 2-годинне шоу на каналі Sirius XM Stars 107 з понеділка по п'ятницю з полудня до 14:00 під назвою «Martha Live» з 2013 по 2015 рік. Архіви трансляцій колишнього Живого радіо Марти Стюарт доступні в Інтернеті та за допомогою програми радіо SiriusXM для смартфонів.